# 式根島
式根島（しきねじま）是伊豆群島中的一個島嶼。位與新島西南。在行政上屬東京都新島村。面積3.9km²，人口約600人。最高地点一般多以為是北部的神引山98.5m（三角点），但實際上在島嶼的西北部有地方標高109m。
有一種傳說認為式根島與新島過去相連，在江戶時代因為元禄大地震(1703年)所引發的大海嘯導致兩島分離。但這種說法缺乏科學根據。

## 外部連結
- 式根島官方網站
- 東海汽船 （页面存档备份，存于）
- 式根島觀光協會